# 8120 Kobe
A 8120 Kobe (ideiglenes jelöléssel 1997 VT) a Naprendszer kisbolygóövében található aszteroida. Hiroshi Abe fedezte fel 1997. november 2-án.

## Kapcsolódó szócikk
- Kisbolygók listája (8001–8500)